# Ritratto di Commodo come Ercole
Il ritratto di Commodo in figura d'Ercole è un busto marmoreo conservato ai Musei Capitolini a Roma.
Proviene tradizionalmente dai praedia imperiali sull'Esquilino ed è contemporaneamente sia un ritratto, sia l'effigie di un preciso programma politico.

## Descrizione
I tratti somatici dell'imperatore sono abbastanza realistici e confrontabili con le monete databili attorno al 190 d.C. Gli occhi sono un po' sporgenti e socchiusi, il volto allungato, il naso affilato, la bocca tumida, i baffi fitti, la capigliatura e la barba trattati come una massa unica che è profondamente incisa dal trapano, con effetti di chiaroscuro molto vivaci.
Gli attributi erculei sono la pelle leonina, con la bocca sulla testa e le zampe annodate sul petto, la clava nella mano destra poggiata sulla spalla, i pomi delle Esperidi nella mano sinistra. Il sostegno del busto è celato efficacemente da una placca affiancata da doppia cornucopia e con figure di amazzoni ai lati (oggi è rimasta solo quella di sinistra). La pelle di leone sulla testa crea un fondo scuro d'ombra che incornicia ed esalta la testa.

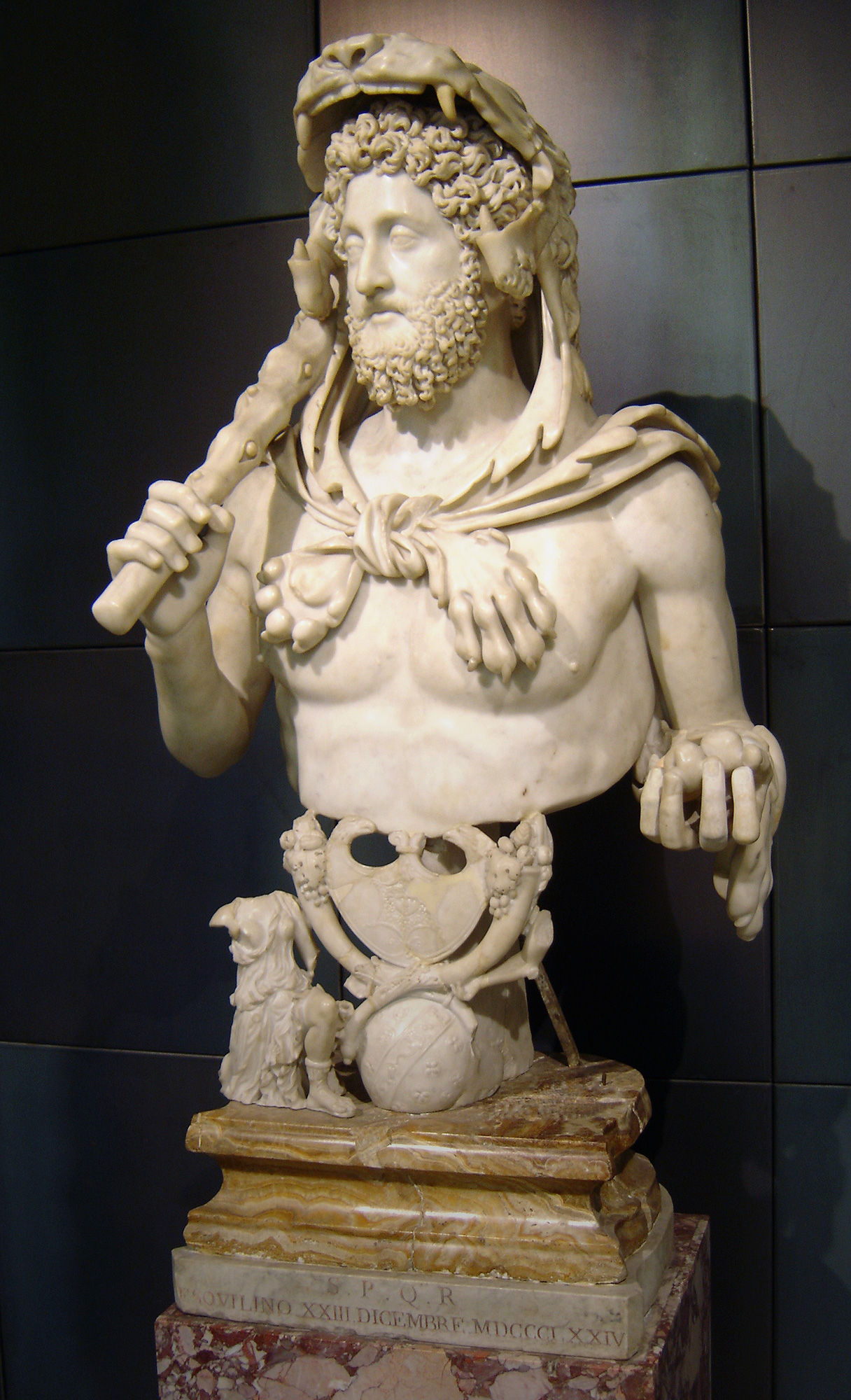
Vista laterale della statua

## Profilo politico e stile

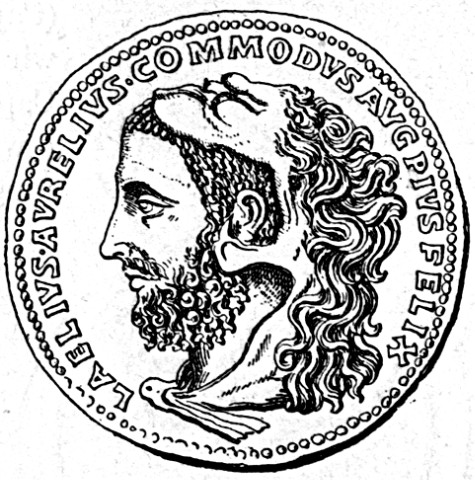
Moneta di Commodo come Ercole

La divinizzazione di Commodo come nuovo Ercole fu anticipata anche dai coni monetari del 188-189, legata alle promesse salvifiche dei suoi programmi religiosi.
La raffigurazione coglie in maniera perfetta questi aspetti e conclude la fase del classicismo nella scultura romana, ripreso sotto Adriano e svoltosi nel corso del II secolo con accenti ora patetici, ora frigidi, ora pittoricistici. La rappresentazione è costruita con virtuosismo, quasi a gareggiare nel marmo col metallo prezioso.